# باشگاه فوتبال شهرداری بندرعباس

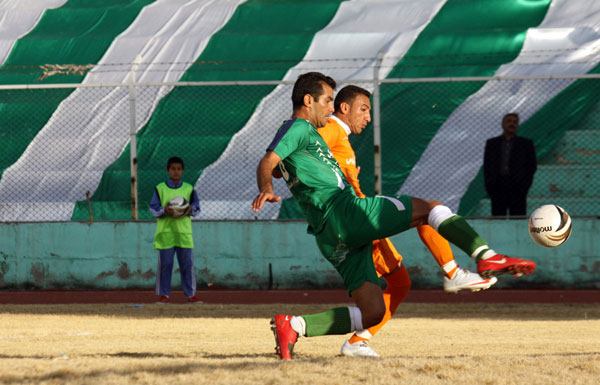

باشگاه فوتبال شهرداری بندرعباس، یکی از تیم‌های زیرمجموعه سازمان فرهنگی ورزشی شهرداری بندرعباس است که در شهر بندرعباس واقع شده و فعالیت خود را از سال ۱۳۸۶ آغاز کرده‌است.
این تیم هم‌اکنون در لیگ دسته ۲ فوتبال ایران حضور دارد و در فصل ۱۳۹۸–۱۳۹۹ پس از استعفای احمد سنجری، ابراهیم باعثی هدایت این تیم را برعهده گرفت.
در فصل ۹۸–۹۷ آرش برهانی سرمربی این تیم بود.
همچنین در فصل ۱۴۰۰–۱۴۰۱ این تیم با هدایت امیر خلیفه اصل موفق شد به پلی اف لیگ دسته دوم صعود کند اما در مقابل ون پارس اصفهان با نتیجه ۳–۲ در مجموع دو بازی رفت و برگشت شکست خورد و نتوانست جواز حضور در لیگ آزادگان را کسب کند

## تاریخچه
در سال ۱۳۸۵ تیم استقلال کیش به‌عنوان نماینده استان هرمزگان در مسابقات لیگ دسته یک حضور داشت اما مدیران‌اش در پی فروش امتیاز این تیم بودند. مدیران شهرداری بندرعباس به همت وحید قاسمی گوربندی با خرید امتیاز این تیم، پس از سال‌ها شهر بندرعباس را صاحب سهمیه‌ای در رقابت‌های فوتبال کشور کردند.
مسوولان باشگاه شهرداری با قرار دادن مجید نامجومطلق در رأس کادرفنی خود و جذب نفراتی چون ادموند بزیک، اسماعیل حلالی، محمدرضا مهدوی نام خود را بر سر زبان‌ها انداخت.
در تعطیلات نوروز ۱۳۸۶ نادر دست‌نشان به عنوان جایگزین مجید نامجومطلق به‌عنوان سرمربی هدایت تیم شهرداری را برعهده گرفت.
با وجود اختلاف بین بازیکنان، تیم شهرداری تا مسابقه پلی‌آف و آستانه صعود به لیگ برتر هم پیش رفت اما با کسب شکست از تیم‌های پگاه گیلان و راه‌آهن تهران از صعود به لیگ‌برتر ناکام ماند.

## سرمربیان
| نام              | سال       |
| ---------------- | --------- |
| مجید نامجومطلق   | ۲۰۰۶–۲۰۰۷ |
| نادر دست‌نشان     | ۲۰۰۷      |
| رسول کربکندی     | ۲۰۰۷–۲۰۰۸ |
| نصرت ایراندوست   | ۲۰۰۸–۲۰۰۹ |
| محمد رحیمی       | ۲۰۰۸–۲۰۰۹ |
| عباس سرخاب       | ۲۰۰۹–۲۰۱۰ |
| کارلوی فابیان لب | ۲۰۱۰–۲۰۱۱ |
| آلفردو کاسیمیرو  | ۲۰۱۱–۲۰۱۲ |
| عباس سرخاب       | ۲۰۱۲      |
| عبدالرحیم خرمزی  | ۲۰۱۲–۲۰۱۳ |
| محمدامین چرخنده  | ۲۰۱۳      |
| احمد سنجری       | ۲۰۱۳–۲۰۱۴ |
| عبدالرحیم خرمزی  | ۲۰۱۴–۲۰۱۵ |
| عبدالرضا کللی‌فرد | ۲۰۱۵–۲۰۱۶ |
| محمد ربیعی       | ۲۰۱۶      |
| قاسم سیانکی      | ۲۰۱۶–۲۰۱۷ |
| علی نیکبخت       | ۲۰۱۷–۲۰۱۸ |
| آرش برهانی       | ۲۰۱۸–۲۰۱۹ |
| مجتبی خورشیدی    | ۲۰۱۹      |
| ابراهیم باعثی    | ۲۰۱۹–۲۰۲۱ |
| حسن اشجاری       | ۲۰۲۱      |

## عملکرد
| فصل     | لیگ         | رتبه | جام حذفی         | توضیحات          |
| ------- | ----------- | ---- | ---------------- | ---------------- |
| ۰۷–۲۰۰۶ | لیگ آزادگان | ۲    | مرحله اول        | حذفی             |
| ۰۸–۲۰۰۷ | لیگ آزادگان | ۷    | مرحله دوم        |                  |
| ۰۹–۲۰۰۸ | لیگ آزادگان | ۱۱   | یک شانزدهم نهایی |                  |
| ۲۰۰۹–۱۰ | لیگ آزادگان | ۶    | مرحله سوم        |                  |
| ۱۱–۲۰۱۰ | لیگ آزادگان | ۵    | یک‌هشتم نهایی     |                  |
| ۱۲–۲۰۱۱ | لیگ آزادگان | ۳    | مرحله دوم        |                  |
| ۱۳–۲۰۱۲ | لیگ آزادگان | ۸    | انصراف داد       |                  |
| ۱۴–۲۰۱۳ | لیگ آزادگان | ۶    | مرحله دوم        |                  |
| ۲۰۱۴–۱۵ | لیگ آزادگان | ۱۱   | انصراف داد       | سقوط به دسته دوم |